# Tineo
Tineo – gmina w Hiszpanii, w prowincji Asturia, w Asturii, o powierzchni 540,83 km². W 2011 roku gmina liczyła 10 652 mieszkańców.
Miasto jest ważnym miejscem przystankowym dla pielgrzymów zmierzających do Santiago de Compostela trasą Camino Primitivo.